# Metawithius spiniventer
Espèce
Metawithius spiniventer est une espèce de pseudoscorpions de la famille des Withiidae.

## Distribution
Cette espèce se rencontre au Viêt Nam, au Cambodge, en Thaïlande, en Malaisie et Indonésie.

## Liste des sous-espèces
Selon Pseudoscorpions of the World (version 3.0) :
- Metawithius spiniventer pauper Beier, 1953 de Sumba
- Metawithius spiniventer spiniventer Redikorzev, 1938

## Publications originales
- Redikorzev, 1938 : Les pseudoscorpions de l'Indochine française recueillis par M.C. Dawydoff. Mémoires du Muséum National d'Histoire Naturelle, Paris, vol. 10, p. 69-116.
- Beier, 1953 : Pseudoscorpionidea von Sumba und Flores. Verhandlungen der Naturforschenden Gesellschaft in Basel, vol. 64, no 1, p. 81-88.